# Villafranca Piemonte
Villafranca Piemonte is een gemeente in de Italiaanse provincie Turijn (regio Piëmont) en telt 4813 inwoners (31-12-2004). De oppervlakte bedraagt 51,0 km², de bevolkingsdichtheid is 94 inwoners per km².

## Demografie
Villafranca Piemonte telt ongeveer 1971 huishoudens. Het aantal inwoners steeg in de periode 1991-2001 met 1,0% volgens cijfers uit de tienjaarlijkse volkstellingen van ISTAT.
| Jaar | Inwoneraantal |
| ---- | ------------- |
| 1991 | 4746          |
| 2001 | 4795          |

## Geografie
Villafranca Piemonte grenst aan de volgende gemeenten: Vigone, Pancalieri, Cavour, Faule (CN), Moretta (CN), Barge (CN) en Cardè (CN).

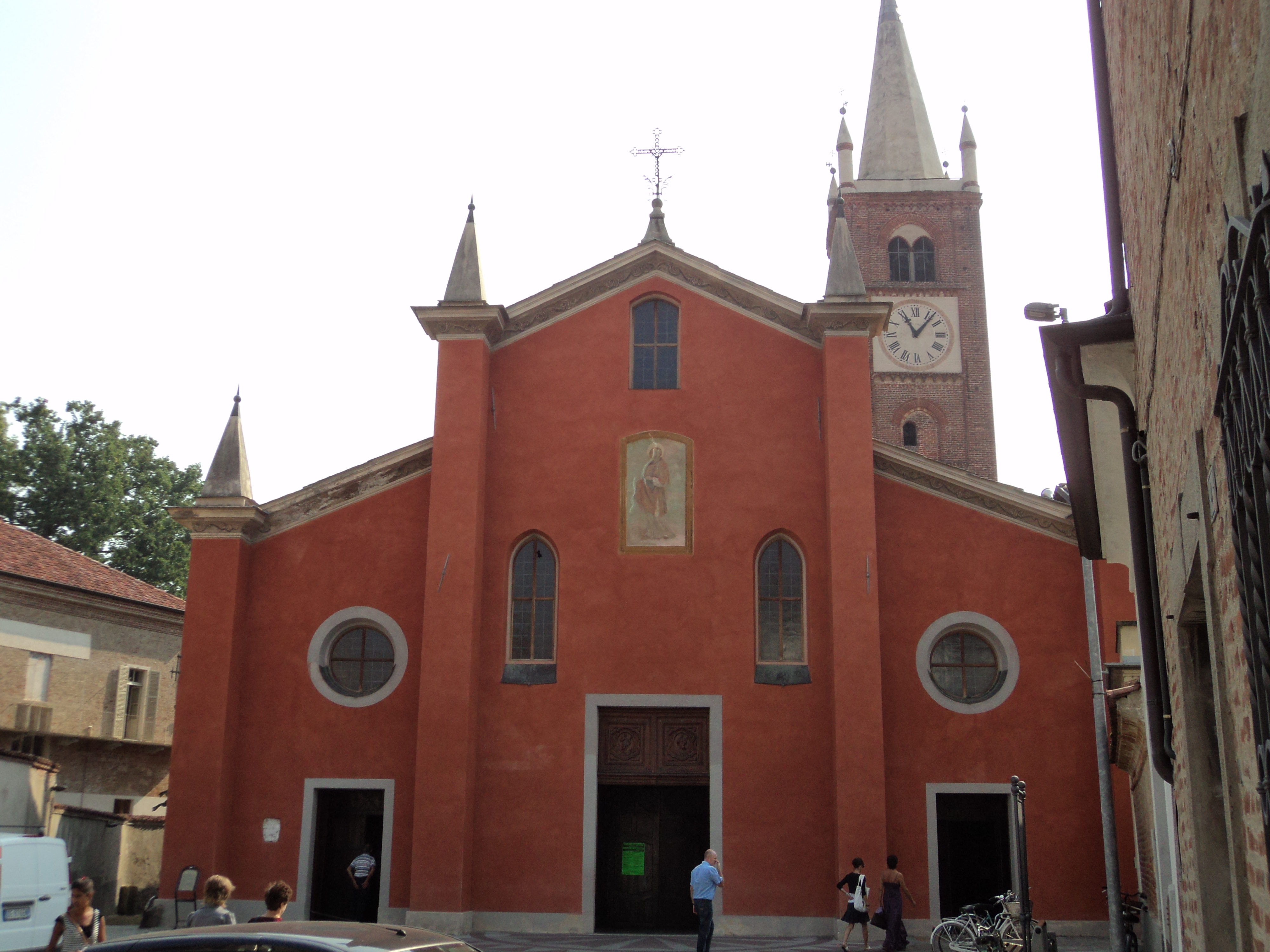
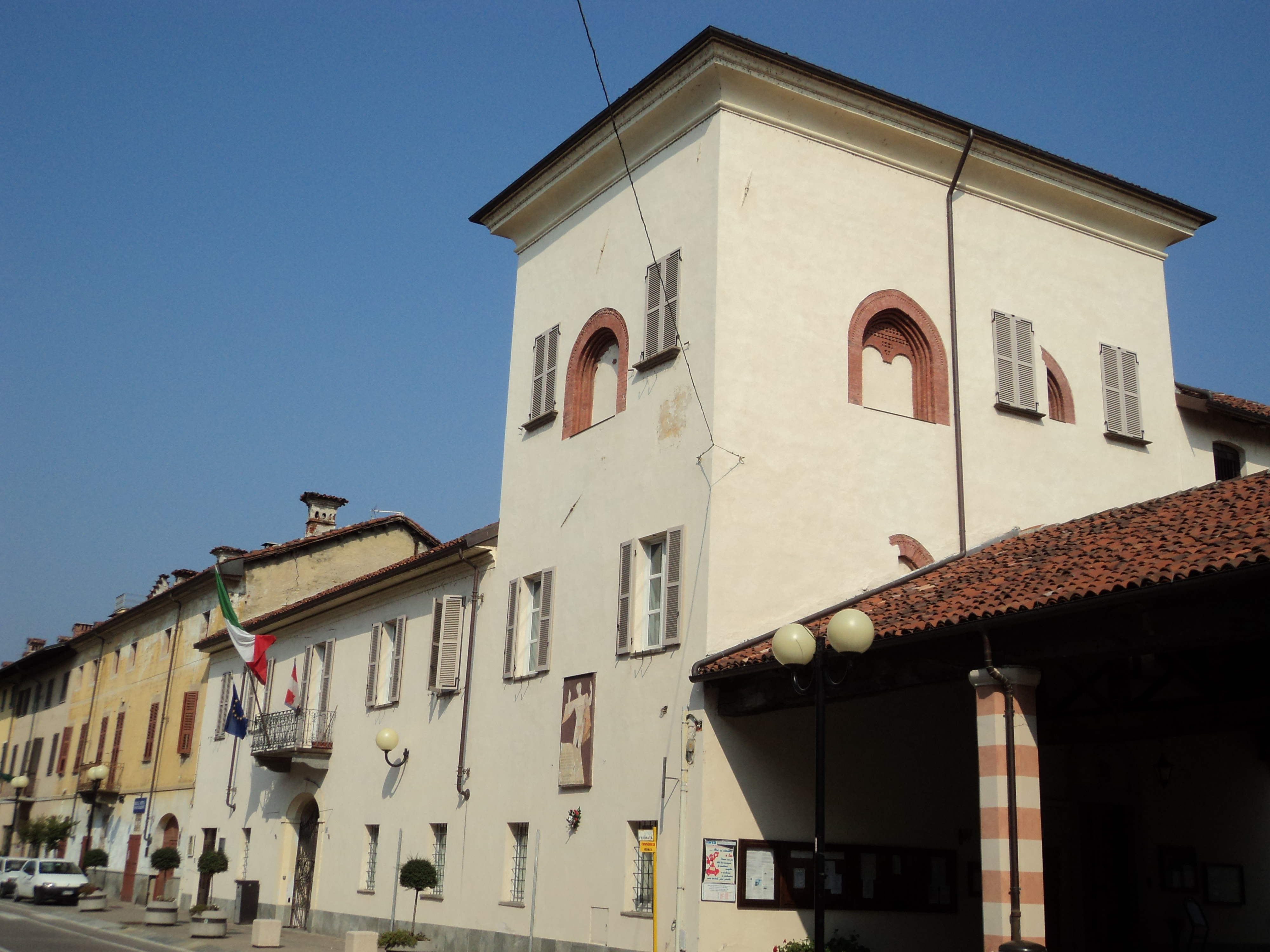

1. ↑  https://demo.istat.it/?l=it.